# 타카속
타카속(Tacca屬)은 마과의 속이다. 과거에는 단형 타카목(Taccales)의 유일한 과인 타카과(Taccaceae)의 유일한 속으로 분류하기도 하였으나, 2003년 APG II 분류 체계에서 마과로 분류했다. 그 후 APG III 및 APG IV 분류 체계에서도 마과로 분류한다. 열대 지역에 널리 분포하며, 타카를 비롯한 17종을 포함한다. 검은박쥐꽃과 흰박쥐꽃 등은 원예 식물로, 타카 등은 채소로 재배된다.

## 하위 종
- 검은박쥐꽃 T. chantrieri André
- 타카 T. leontopetaloides (L.) Kuntze
- 흰박쥐꽃 T. integrifolia Ker Gawl.
- T. ampliplacenta L.Zhang & Q.J.Li
- T. ankaranensis Bard.-Vauc.
- T. bibracteata Drenth
- T. borneensis Ridl.
- T. celebica Koord.
- T. ebeltajae Drenth
- T. lanceolata Spruce
- T. maculata Seem.
- T. palmata Blume
- T. palmatifida Baker
- T. parkeri Seem.
- T. plantaginea (Hance) Drenth
- T. reducta P.C.Boyce & S.Julia
- T. subflabellata P.P.Ling & C.T.Ting